# Unió Esportiva Extremenya
L'Unió Esportiva Extremenya è una società calcistica andorrana, attualmente militante nella Segona Divisió.
È il principale club della piccola parrocchia civile di La Massana.

## Storia
È stato promosso due volte nella prima divisione, nell'annata 2003-2004 e in quella 2005-2006, retrocesso, poi, l'anno seguente, avendo conquistato un punto in venti partite. Nella stagione 2021-2022 ha raggiunto per la prima volta nella sua storia la finale della coppa nazionale andorrana, perdendola.